# NYC 1978
NYC 1978 es el sexto y último álbum en directo de Ramones. Este fue registrado en el "Palladium" de New York City el 7 de enero de 1978, fue transmitido en el programa de radio King Biscuit Flower Hour. El álbum fue lanzado por King Biscuit el 19 de agosto de 2003, como parte de su serie de materiales titulados King Biscuit Flower Hour Archive Series. 

Este fue registrado solo siete días después del concierto en el cual se grabó It's Alive por lo cual es bastante similar. La lista de canciones es la misma a excepción de "Judy Is a Punk" la cual no aparece en NYC 1978.
Tommy Ramone es el baterista en esta grabación. Él dejó la banda poco después, aunque continuó trabajando con la banda como productor y director. Esta es su última aparición como baterista en un álbum de The Ramones.
En 2004 el álbum fue relanzado por Sanctuary Records con el título "Live, January 7, 1978 At The Palladium, NYC", y con un nuevo arte de cubierta.

## Lista de canciones
1. "Rockaway Beach"
2. "Teenage Lobotomy"
3. "Blitzkrieg Bop"
4. "I Wanna Be Well"
5. "Glad to See You Go"
6. "Gimme Gimme Shock Treatment"
7. "You're Gonna Kill That Girl"
8. "I Don't Care"
9. "Sheena Is a Punk Rocker"
10. "Havana Affair"
11. "Commando"
12. "Here Today, Gone Tomorrow"
13. "Surfin' Bird"
14. "Cretin Hop"
15. "Listen to My Heart"
16. "California Sun"
17. "I Don't Wanna Walk Around With You"
18. "Pinhead"
19. "Do You Want to Dance?"
20. "Chainsaw"
21. "Today Your Love, Tomorrow the World"
22. "Now I Wanna Be a Good Boy"
23. "Suzy Is a Headbanger"
24. "Let's Dance"
25. "Oh, Oh, I Love Her So"
26. "Now I Wanna Sniff Some Glue"
27. "We're a Happy Family"